# Juana Ríos Aizú
Juana Ríos Aizú (Mexicali, Baja California, 24 de junio de 1956) es una escritora mexicana.
Ha destacado como escritora infantil con sonetos y cuentos. Ha obtenido varios premios a su obra, entre ellos el Premio Estatal de Literatura en su modalidad de cuentos para niños con Cuando el mundo se gobernaba de otra manera. Historias de la tierra, el cielo y otros lugares.

## Su obra
- 1987 Sonetos.
- 1994 El náufrago.
- 2001 Cuando el mundo se gobernaba de otra manera. Historias de la tierra, el cielo y otros lugares.
- 2005 La tía Violeta y otros entes.
- 2007 De coyotes.